# Yrjö Nikkanen
Jouko Yrjö Nikkanen (né le 31 décembre 1914 - mort le 18 novembre 1985) est un athlète finlandais spécialiste du lancer du javelot. 

## Palmarès

### Jeux olympiques d'été
- Athlétisme aux Jeux olympiques de 1936 à Berlin,  Allemagne
  -  Médaille d'argent du lancer du javelot

### Championnats d'Europe d'athlétisme
- Championnats d'Europe d'athlétisme 1938 à Paris,  France
  -  Médaille d'argent du lancer du javelot
- Championnats d'Europe d'athlétisme 1946 à Oslo,  Norvège
  -  Médaille d'argent du lancer du javelot